# Nabelklemme

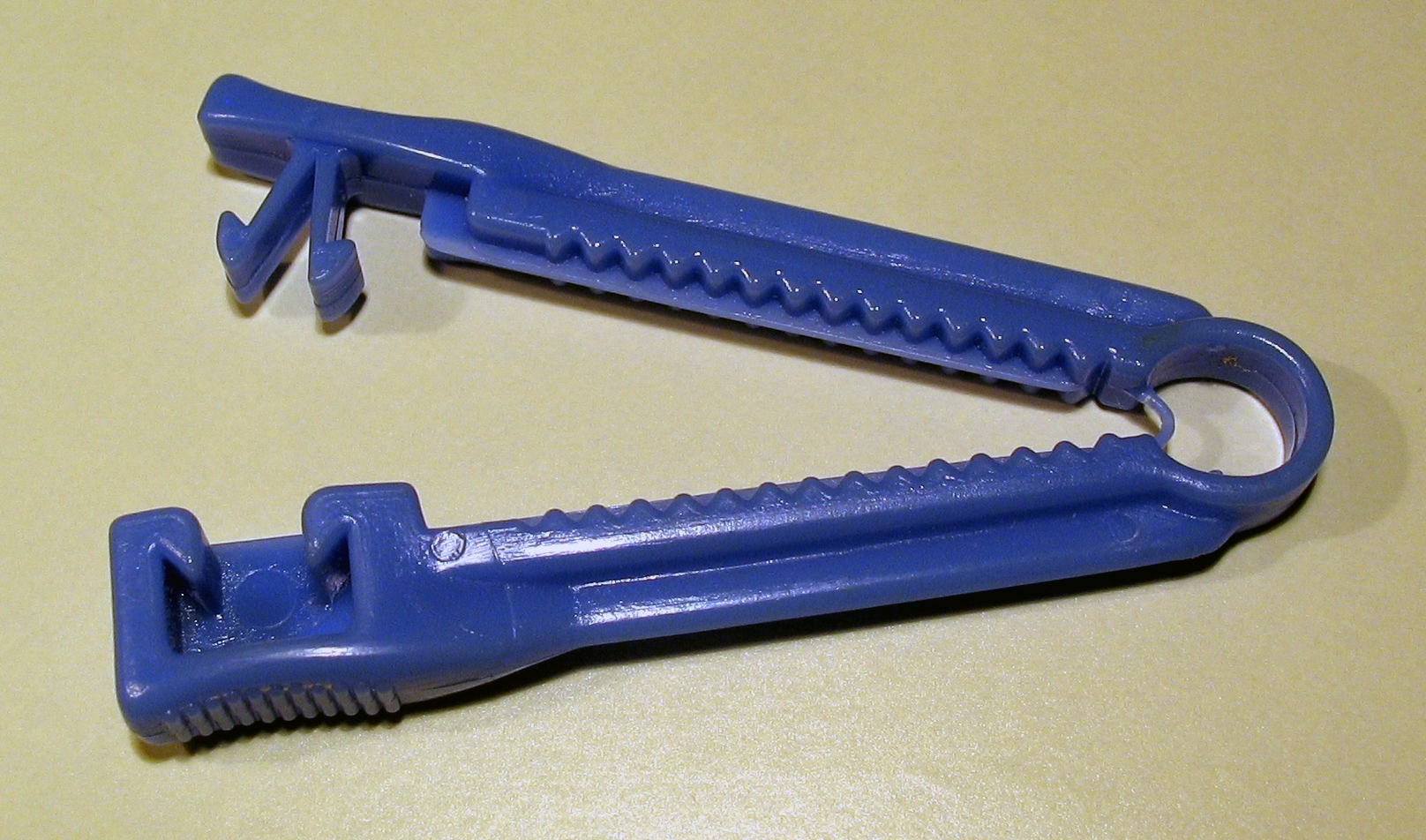
Eine Nabelklemme

Eine Nabelklemme findet Verwendung bei der Geburt von Kindern. Sie dient dazu, die Nabelschnur vor der Abnabelung zu verschließen, damit keine Infektionserreger durch die Nabelschnur eindringen können, und um Blutungen zu vermeiden. Entfernt wird die Klemme 48 bis 72 Stunden später, wenn der Nabel schon so weit eingetrocknet ist, dass ein Austritt von Blut ausgeschlossen werden kann.

## Geschichte

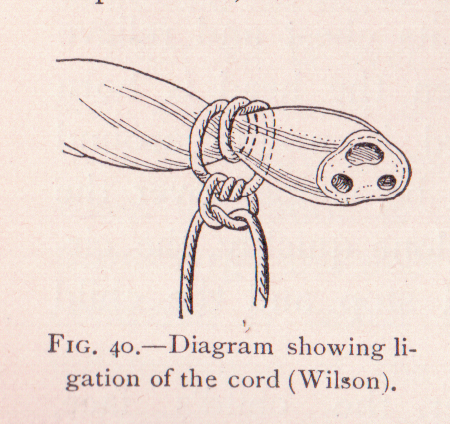
Knoten zum Abbinden der Nabelschnur in einem Buch von 1910

Da die Gefäße der Nabelschnur während des intrauterinen Heranwachsens des Kindes große Mengen Blut transportieren müssen, können bei ihrer Verletzung nach der Geburt in kurzer Zeit große Mengen Blut austreten. Im schlimmsten Fall könnte das Kind durch eine unsachgerechte Durchtrennung verbluten. Selbst wenn mit dem Durchtrennen der Nabelschnur gewartet wird, bis kein Blut mehr pulsiert, können starke Blutungen auftreten. Dies bewies eine 1914 durchgeführte Studie, in der bei über 10.000 Geburten noch 1.177 Fälle starker Blutungen registriert wurden. Um das Neugeborene vor Schaden zu bewahren, muss deshalb die Blutzufuhr der Nabelschnur vor ihrer Durchtrennung unterbunden werden. Dies kann auf verschiedenste Art durchgeführt werden. Zudem ist steriles, mindestens aber sauberes Arbeiten unerlässlich, um Sepsis und Nabeltetanus zu vermeiden.
Dazu wurde die Nabelschnur bereits in früheren Zeiten verknotet oder mit einem Band abgebunden. Jean Baptiste Barthélemy de Lesseps berichtete 1788 darüber, dass in Kamtschatka Frauenhaar dazu verwendet wurde. Jakob Ruf zeigt in seinem Hebammenlehrbuch aus dem sechzehnten Jahrhundert einen Stich, auf welchem zu dem Zweck ein Faden von einem Garnknäuel abgewickelt wird. Seit dem Barock sind auch teilweise reichhaltig verzierte, nicht arretierbare Klemmen bekannt, wobei es nicht sicher ist, ob sie wirklich als Nabelklemmen verwendet wurden oder es sich nur um Kunstgegenstände als Glücksbringer handelte. Ähnliche Klemmen kamen später zum Einsatz. Da sie nicht arretierbar waren, wurden sie am Griff mit einem dünnen Faden zusammengebunden oder es wurde ein Faden über der sich scherenartig geöffneten Klemme verschoben. Dünne Fäden konnten nicht zum Abbinden verwendet werden, da die Gefahr bestand, das Nabelschnurgewebe durchzuschneiden. Um die Jahrhundertwende zu Beginn des zwanzigsten Jahrhunderts hatten Hebammen europaweit zwei Seidenfäden oder in ärmeren Gegenden auch zwei ungefähr 5 mm breite Leinenbändchen in ihrem Hebammenkoffer. In einem 1894 erschienenen Buch wird die Empfehlung von Carl Siegmund Franz Credé und Anderen zitiert, die elastische Ligaturen anwendeten. Ernst Bumm empfahl in seinem Lehrbuch Grundriss zum Studium der Geburtshilfe 1919 Leinenbändchen, die vor der Verwendung in Sublimat getränkt werden sollten. Zu dieser Zeit waren auch sterile Bändchen, sowohl aus Baumwolle als auch aus Seide, in verschlossenen Glasröhrchen im Handel, bei denen vor der Verwendung das Glas zerbrochen wurde. Vor dem Zweiten Weltkrieg erfand Paul Bar eine Nabelklemme mit dem heutigen Funktionsumfang. Diese bestand noch aus Metall, welches unter Federspannung stand und sich beim Zusammendrücken selbsttätig feststellte. Zur gleichen Zeit wurden auch Modelle mit Schraubverschluss entwickelt.
Nach dem Zweiten Weltkrieg setzten sich die Kunststoffklemmen in der bis heute gebräuchlichen Form durch.

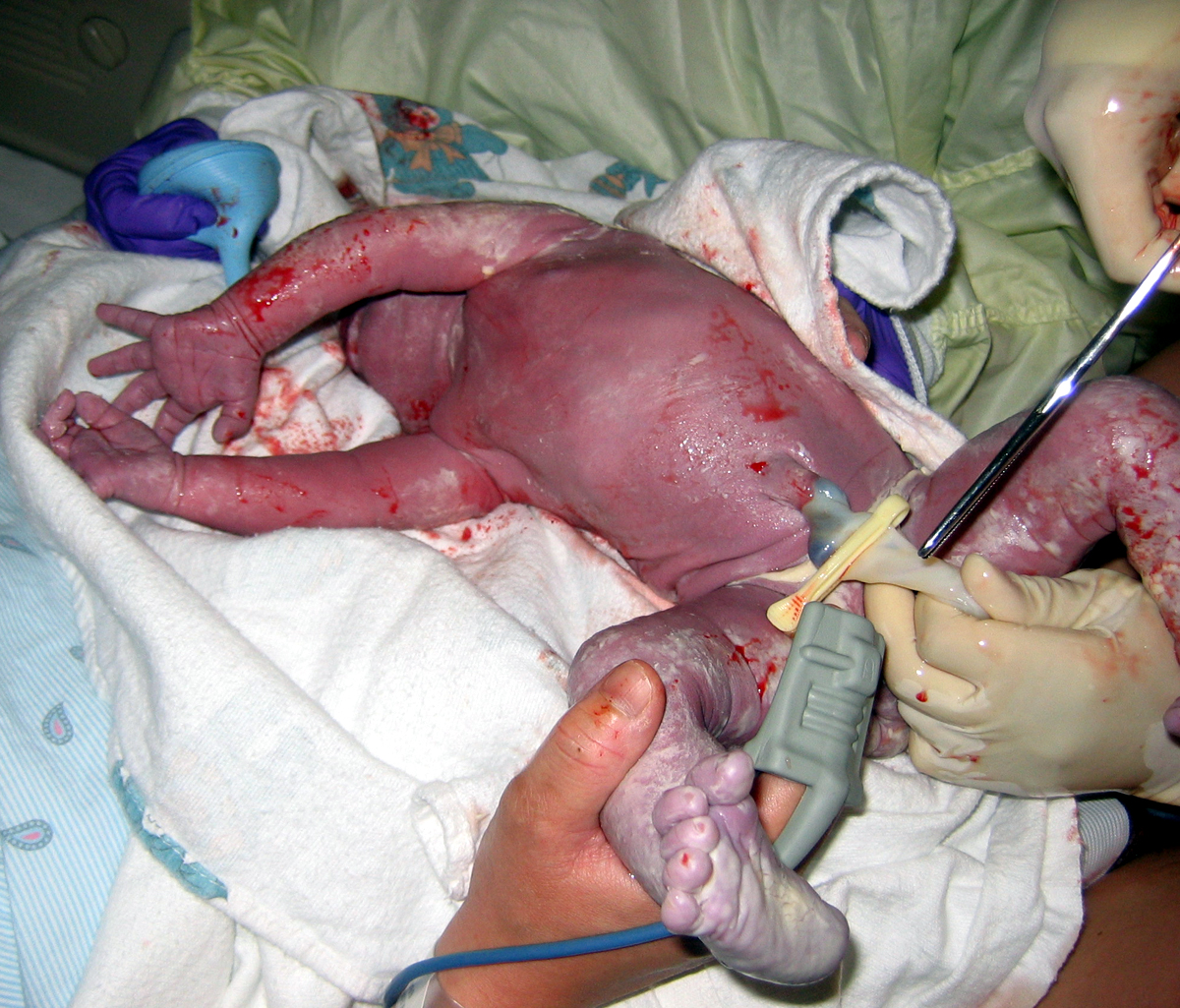
Nabelklemme angebracht vor dem Abnabeln

## Funktion
Heutige Nabelklemmen sind nur zur einmaligen Verwendung geeignet. Beim Abnabeln wird die Nabelschnur mit einer Nabelklemme, deren Arretierung dabei hörbar einrasten muss, ungefähr 2 cm über dem Nabelring steril abgeklemmt. Ebenso abgeklemmt wird die Nabelschnur in Richtung Plazenta, wozu außer Nabelklemmen auch medizinische Klemmen verwendet werden können. Zwischen den Klemmen wird die Nabelschnur dann mit einer sterilen Schere durchtrennt. Bei kranken oder frühgeborenen Säuglingen wird die Nabelschnur auch länger belassen, um sich die Option zum Legen eines Nabelvenen- oder Nabelarterienkatheters offenzuhalten. Bevor der Säugling in warme Tücher gewickelt wird, muss von der Hebamme der Sitz der Klemme noch einmal überprüft werden. Über ein ungenügend abgeklemmtes Nabelgefäß könnten, würde dies nicht bemerkt, in kürzester Zeit lebensbedrohende Blutverluste für das Kind auftreten. Zur Nabelpflege darf die Nabelschnur auch unter Zuhilfenahme der Klemme bewegt werden. Die Nabelklemme ist dabei so konstruiert, dass sie sich, einmal geschlossen, nicht zerstörungsfrei wieder öffnen lässt. In einem 2014 geführten Prozess um eine Nabelklemme, durch deren unbemerktes Öffnen ein Kind gesundheitliche Schäden erlitten hatte, stellte ein als Gutachter bestellter Gynäkologie-Professor fest, dass ein solches unbemerktes Öffnen ein absoluter Einzelfall wäre, für den es in der Literatur keine Belege gibt.

## Veterinärmedizin
Bei Tieren reißt die Nabelschnur in der Regel ab, wenn das Muttertier nach der Geburt aufsteht. Zum Schutz vor Infektionen wird bei Haus- und Nutztieren zu einer Desinfektion mit Jodtinktur geraten. Nur in Ausnahmefällen wird bei Pferden zur Verwendung einer Nabelklemme geraten, um Blutungen zu stillen. In der Schweinezucht gibt es in Untersuchungen das Ergebnis, wonach sich durch die Verwendung von Nabelklemmen die Anzahl der Nabelentzündungen nicht reduzieren lässt. Auch über eine Empfehlung zur Verwendung bei anderen Haus- und Nutztieren findet sich in der Literatur keinerlei Beleg, obwohl manche Versandhändler entsprechende Klemmen im Angebot haben.